# Karl August Auberlen
Karl August Auberlen, född den 19 november 1824 i Fellbach nära Stuttgart, död den 2 maj 1864 i Basel, var en tysk teolog. Han var son till Wilhelm Amandus Auberlen. 
Auberlen, som var teologie professor vid Basels universitet, var en trogen anhängare av den bengelska Tübingenskolan och gjorde sig bemärkt även som apokalyptiker. Han författade bland annat Die Theosophie F. C. Oetingers nach ihren Grundzügen (1847; andra upplagan 1859), Der Prophet Daniel und die Offenbarung Johannis (1854; tredje upplagan 1874) och Die göttliche Offenbarung (2 band, 1861–1864).